# Famadihana
La famadihana o «retorn de la mort» és una tradició funerària de certs pobles de Madagascar, especialment els merines. Malgrat sembla d'origen recent, dels voltants del segle xvii, probablement és una adaptació de l'antic costum de «doble funeral» de l'Àsia Sud-oriental, de l'antic Egipte, de l'antic Orient Pròxim —l'antic Israel a Babilònia o el zoroastrisme de Pèrsia— o de l'antiga Grècia.
D'acord amb la filosofia malgaix, els esperits dels morts arriben al món dels ancestres després de la descomposició complerta del cos, passat un llarg període que pot durar anys, i després de la realització de les cerimònies pertinents. Aquest ritual té lloc normalment un cop cada set anys, en un gran esdeveniment festiu familiar que reuneix a tots els parents, propers i llunyans. En aquest nou enterrament, es desenterren els ossos dels avantpassats de les tombes familiars, s'emboliquen cerimoniosament amb noves mortalles de seda (lambda) i s'inicia una processó amb música en viu i balls, amb els difunts en alt, al voltant de la tomba abans d'enterrar-los altre cop.